# Marcel Franke
Marcel Franke (Dresda, 5 aprile 1993) è un calciatore tedesco, difensore del Karlsruhe.

## Carriera
Cresciuto nel settore giovanile della Dinamo Dresda, con cui ha esordito in prima squadra a 17 anni, nel 2013 si è trasferito all'Hallescher. Il 5 giugno 2015 firma un triennale con il Greuther Fürth; il 14 luglio 2017 viene acquistato a titolo definitivo dal Norwich City, con cui si lega fino al 2020. Trovato poco spazio nella prima parte di stagione, il 19 dicembre viene ceduto in prestito alla Dinamo Dresda, facendo così ritorno nella squadra della sua città natale.

## Statistiche

### Presenze e reti nei club
Statistiche aggiornate al 22 febbraio 2025.
| Stagione                | Squadra                 | Campionato              | Campionato | Campionato | Coppe nazionali | Coppe nazionali | Coppe nazionali | Coppe continentali | Coppe continentali | Coppe continentali | Altre coppe | Altre coppe | Altre coppe | Totale | Totale | Totale |
| Stagione                | Squadra                 | Comp                    | Pres       | Reti       | Comp            | Pres            | Reti            | Comp               | Pres               | Reti               | Comp        | Pres        | Reti        | Pres   | Reti   |        |
| ----------------------- | ----------------------- | ----------------------- | ---------- | ---------- | --------------- | --------------- | --------------- | ------------------ | ------------------ | ------------------ | ----------- | ----------- | ----------- | ------ | ------ | ------ |
| 2010-2011               | Dinamo Dresda II        | OL                      | 2          | 0          | -               | -               | -               | -                  | -                  | -                  | -           | -           | -           | 2      | 0      |        |
| 2011-2012               | Dinamo Dresda II        | OL                      | 13         | 2          | -               | -               | -               | -                  | -                  | -                  | -           | -           | -           | 13     | 2      |        |
| 2012-2013               | Dinamo Dresda II        | OL                      | 21         | 3          | -               | -               | -               | -                  | -                  | -                  | -           | -           | -           | 21     | 3      |        |
| Totale Dinamo Dresda II | Totale Dinamo Dresda II | Totale Dinamo Dresda II | 36         | 5          |                 | -               | -               |                    | -                  | -                  |             | -           | -           | 36     | 5      |        |
| 2010-2011               | Dinamo Dresda           | 3L                      | 1          | 0          | CG              | 0               | 0               | -                  | -                  | -                  | -           | -           | -           | 1      | 0      |        |
| 2011-2012               | Dinamo Dresda           | 2L                      | 0          | 0          | CG              | 0               | 0               | -                  | -                  | -                  | -           | -           | -           | 0      | 0      |        |
| 2012-2013               | Dinamo Dresda           | 2L                      | 2          | 0          | CG              | 0               | 0               | -                  | -                  | -                  | -           | -           | -           | 2      | 0      |        |
| 2013-2014               | Hallescher              | 3L                      | 36         | 2          | -               | -               | -               | -                  | -                  | -                  | -           | -           | -           | 36     | 2      |        |
| 2014-2015               | Hallescher              | 3L                      | 32         | 4          | -               | -               | -               | -                  | -                  | -                  | -           | -           | -           | 32     | 4      |        |
| Totale Hallescher       | Totale Hallescher       | Totale Hallescher       | 68         | 6          |                 | -               | -               |                    | -                  | -                  |             | -           | -           | 68     | 6      |        |
| 2015-2016               | Greuther Fürth II       | RL                      | 1          | 0          | -               | -               | -               | -                  | -                  | -                  | -           | -           | -           | 1      | 0      |        |
| 2015-2016               | Greuther Fürth          | 2L                      | 22         | 0          | CG              | 1               | 0               | -                  | -                  | -                  | -           | -           | -           | 23     | 0      |        |
| 2016-2017               | Greuther Fürth          | 2L                      | 31         | 2          | CG              | 3               | 0               | -                  | -                  | -                  | -           | -           | -           | 34     | 2      |        |
| Totale Greuther Fürth   | Totale Greuther Fürth   | Totale Greuther Fürth   | 53         | 2          |                 | 4               | 0               |                    | -                  | -                  |             | -           | -           | 57     | 2      |        |
| 2017-gen. 2018          | Norwich City            | FLC                     | 5          | 0          | FACup+CdL       | 0+3             | 0               | -                  | -                  | -                  | -           | -           | -           | 8      | 0      |        |
| gen.-giu. 2018          | Dinamo Dresda           | 2L                      | 16         | 0          | CG              | -               | -               | -                  | -                  | -                  | -           | -           | -           | 16     | 0      |        |
| Totale Dinamo Dresda    | Totale Dinamo Dresda    | Totale Dinamo Dresda    | 19         | 0          |                 | 0               | 0               |                    | -                  | -                  |             | -           | -           | 19     | 0      |        |
| 2018-2019               | Darmstadt               | 2L                      | 25         | 2          | CG              | 2               | 0               | -                  | -                  | -                  | -           | -           | -           | 27     | 2      |        |
| 2019-2020               | Hannover 96             | 2L                      | 19         | 0          | CG              | 1               | 0               | -                  | -                  | -                  | -           | -           | -           | 20     | 0      |        |
| 2020-2021               | Hannover 96             | 2L                      | 27         | 0          | CG              | 2               | 0               | -                  | -                  | -                  | -           | -           | -           | 29     | 0      |        |
| 2021-2022               | Hannover 96             | 2L                      | 28         | 0          | CG              | 4               | 0               | -                  | -                  | -                  | -           | -           | -           | 32     | 0      |        |
| Totale Hannover         | Totale Hannover         | Totale Hannover         | 74         | 0          |                 | 7               | 0               |                    | -                  | -                  |             | -           | -           | 81     | 0      |        |
| 2022-2023               | Karlsruhe               | 2L                      | 30         | 1          | CG              | 2               | 0               | -                  | -                  | -                  | -           | -           | -           | 32     | 1      |        |
| 2023-2024               | Karlsruhe               | 2L                      | 31         | 2          | CG              | 1               | 0               | -                  | -                  | -                  | -           | -           | -           | 32     | 2      |        |
| 2024-2025               | Karlsruhe               | 2L                      | 21         | 2          | CG              | 3               | 0               | -                  | -                  | -                  | -           | -           | -           | 24     | 2      |        |
| Totale Karlsruhe        | Totale Karlsruhe        | Totale Karlsruhe        | 82         | 5          |                 | 6               | 0               |                    | -                  | -                  |             | -           | -           | 88     | 5      |        |
| Totale carriera         | Totale carriera         | Totale carriera         | 363        | 20         |                 | 22              | 0               |                    | -                  | -                  |             | -           | -           | 385    | 20     |        |